# Kleine dwergvleermuis
De kleine dwergvleermuis (Pipistrellus pygmaeus) is een vleermuis uit het geslacht Pipistrellus.

## Kenmerken
De kleine dwergvleermuis bereikt een lichaamslengte tot 4,8 centimeter en een spanwijdte tot 24 cm. De lichaamskleur is boven rossig bruin tot lichtbruin, de onderzijde heeft een lichtere bruine kleur. Deze soort is nauw verwant aan de gewone dwergvleermuis (P. pipistrellus) en is daar op basis van morfologische kenmerken nauwelijks van te onderscheiden. 
Onderzoek heeft aangetoond dat er meer verschillen bestaan tussen de twee soorten dan de verschillende frequenties en de genetische verschillen. De kleine dwergvleermuis is iets kleiner (voorarmlengte 27,7-32,3 mm tegen 29,2-33,5 mm voor de dwergvleermuis) en er loopt een duidelijke richel tussen de neusgaten, die bij de dwergvleermuis vrijwel altijd afwezig is. Verschillende delen van de vacht zijn lichter, wat vooral bij de genitaliën duidelijk is. Ook het gedrag van de twee soorten verschilt. De kleine dwergvleermuis vliegt minder lang dan de dwergvleermuis, maar gebruikt minder plaatsen om te foerageren en legt langere afstanden af. De twee soorten hebben dan ook mogelijk aparte ecologische niches.

## Verspreiding
Deze soort komt voor in Europa, oostelijk tot Anatolië, Cyprus en mogelijk het Midden-Oosten. Vanaf 1993 werd op basis van verschillen in de frequenties die voor echolocatie gebruikt worden duidelijk dat er twee soorten bestonden binnen P. pipistrellus, die een frequentie van respectievelijk 55 en 45 kHz gebruiken. Ook genetisch verschillen deze soorten. De verspreidingen van deze soorten overlappen in heel Europa, behalve Scandinavië, waar alleen de kleine dwergvleermuis voorkomt. Pipistrellus hanaki, een soort die alleen in Libië voorkomt, is verwant aan de kleine dwergvleermuis, maar wordt als een aparte soort gezien. De kleine dwergvleermuis bestaat uit twee ondersoorten, die zowel genetisch als morfologisch verschillen: Pipistrellus pygmaeus pygmaeus in Europa en Pipistrellus pygmaeus cyprius op Cyprus.

## Voorkomen in Nederland
In Nederland was de kleine dwergvleermuis tot 2008 nog niet waargenomen. Vrijwilligers van de Zoogdiervereniging VZZ hebben in de buurt van Leersum de vleermuis in augustus 2008 waargenomen met een vleermuisdetector. Waarschijnlijk ging het om een mannetje, gezien de grote hoeveelheid baltsgeluiden die werd waargenomen.